# Paul Hazard
Paul Gustave Marie Camille Hazard, (Noordpeene, 30 de agosto de 1878 - Paris, 12 de abril de1944) foi um historiador e ensaísta francês, membro da Academia Francesa.

## Biografia
Filho e neto de professores de Noordpeene, na Flandre francesa, frequentou a escola da vila e obteve seu certificado de estudos em Arnèke. Fez estudos clássicos no liceu de Armentières, que hoje tem o seu nome. 
Estudou na École normale supérieure e graduou-se em letras clássicas. Após a Primeira Guerra Mundial, ensinou na Sorbonne. 
Em 1925 tornou-se professor titular da cadeira de História das literaturas comparadas da Europa Meridional e da América Latina no Collège de France. Partidário do ensino da língua flamenga, amava a sua Flandre natal.
Em anos alternados, entre 1932 e 1940 foi professor visitante na Columbia University.
Sua principal obra é A Crise da Consciência Europeia: 1680-1715, de 1935.
Reconhecido como uma autoridade em literatura comparada, em 11 de janeiro de 1940, foi o último eleito para a Academia Francesa, antes da ocupação alemã durante a II Guerra Mundial, todavia jamais tomaria posse da cadeira de nº 11. A ocupação e suas consequências arruínam sua saúde. Morre em abril de 1944, pouco antes da libertação da França.

## Citação
| Original (em francês): | Tradução: |
| --- | --- |
| Qu'est-ce-que l'Europe? Une pensée qui ne se contente jamais, sans pitié pour elle-même, elle ne cesse jamais de poursuivre deux quêtes: l'une vers le bonheur, l'autre qui lui est plus indispensable encore et plus chère, vers la vérité. À peine a-t-elle trouvé un état qui réponde à cette double exigence, elle s'aperçoit, elle sait qu'elle ne tient encore d'une prise incertaine que le provisoire, que le relatif et elle recommence la recherche désespérée qui fait sa gloire et son tourment. | "O que é a Europa? Um pensamento que nunca se contenta, sem piedade por si mesmo, que não cessa nunca de perseguir duas trilhas: uma, em direção à felicidade; a outra, que lhe é ainda mais cara e indispensável, em direção à verdade. Apenas encontra um estado que corresponda a esta dupla exigência, ela percebe, ela sabe que ainda se trata de uma conquista incerta, provisória, relativa, e recomeça a procura desesperada, que faz sua glória e seu tormento." — Paul Hazard. La Crise de la conscience européenne. |

## Principais obras
- La Révolution française et les lettres italiennes, 1789-1815. Tese apresentada na Faculdade de Letras de Lyon (1910)
- Giacomo Leopardi (1913)
- La Ville envahie (1916)
- L'Italie vivante (1923)
- La Vie de Stendhal (1928)
- Avec Victor Hugo en exil (1930)
- Don Quichote de Cervantes : étude et analyse (1931)
- La Crise de la conscience européenne: 1680-1715 (1935) [1]
- Le Visage de l'enfance (1938)
- Quatre études. Baudelaire. Romantiques. Sur un cycle poétique. L'Homme de sentiment (1940)
- La Pensée européenne au XVIIIe siècle, de Montesquieu à Lessing (1946).
- Les Livres, les enfants et les hommes (1949)